# Бежук Іван Дмитрович
Бежук Іван Дмитрович (Ярема; 2 серпня 1922, Спас, Коломийський район, Івано-Франківська область — 10 травня 1948, Верхній Вербіж Коломийський район, Івано-Франківська область) — лицар Бронзового хреста бойової заслуги УПА.

## Життєпис
Освіта — середня: закінчив Коломийську гімназію. Член ОУН із 1941 р. В УПА з 1944 р. Командир рою сотні УПА «Березівська» куреня «Карпатський» ТВ 21 «Гуцульщина» (1944—1946). Співробітник референтури пропаганди Коломийського районного проводу ОУН (1947), субреферент пропаганди Коломийського надрайонного проводу ОУН (1948). Загинув у сутичці з чекістсько-військовою групою. Відзначений Бронзовим хрестом бойової заслуги (1.02.1945).